# Moussa Dembélé
Moussa Sidi Yaya Dembélé (* 16. července 1987 Antverpy) je bývalý belgický fotbalista a reprezentant naposledy hrající za čínský klub Kuang-čou R&F. Dembélého otec pochází z Mali, jeho matka je Belgičanka. Účastník MS 2014 v Brazílii a EURA 2016 ve Francii.

## Klubová kariéra
Dembélé začal kariéru v belgickém Germinal Beerschot a první zápas odehrál v šestnácti letech. V roce 2005 přestoupil do nizozemského týmu Willem II Tilburg, kde však přetrval jen jednu sezonu. Pak přestoupil do jiného nizozemského klubu AZ Alkmaar, kde si ho našel trenér Louis van Gaal. V sezóně 2008/09 vyhrál s AZ Alkmaar nizozemský titul.

### Fulham FC
Díky přesvědčivým výkonům přestoupil v roce 2010 za 5 milionů liber do anglického Fulhamu. Za Fulham skóroval už ve svém druhém zápase v Carling Cupu proti Port Vale. První ligové dva góly zaznamenal také brzy, když zajistil Fulhamu výhru 2-1 nad Wolverhamptonem. Další gól vstřelil Dembélé v zápase FA Cupu proti Tottenhamu po sólu přes polovinu hřiště a zvýšil vedení na 4-0. Tento gól byl zvolen fanoušky Fulhamu jako nejhezčí ze sezony 2010/11.

### Tottenham Hotspur
V srpnu 2012 přestoupil do Tottenhamu za 15 milionů liber. Při svém debutu 1. září 2012 zařídil svým gólem remízu 1:1 proti hostujícímu Norwichi. V odvetném zápase šestnáctifinále Evropské ligy 2012/13 21. února 2013 proti Olympique Lyonnais se trefil v 90. minutě a vyrovnával tak na konečných 1:1. Tento gól znamenal postup Tottenhamu do osmifinále (první zápas v Londýně skončil výsledkem 2:1 pro Tottenham). 7. března absolvoval první zápas osmifinále proti italskému klubu Inter Milán, Tottenham vyhrál na domácím stadionu White Hart Lane 3:0. V odvetě 14. března byl účastníkem divokého zápasu v Miláně, který málem stál Tottenham postup. Inter dokázal smazat třígólové manko z prvního utkání, nakonec o postupu anglického klubu do čtvrtfinále rozhodl v prodloužení Emmanuel Adebayor. Tottenhamu k němu nezvykle stačila prohra 1:4. Dembélé odehrál celý zápas. Obdobně ofenzivně laděný byl i první zápas čtvrtfinále proti švýcarskému celku FC Basilej, kde nastoupil také v základní sestavě. Švýcaři vedli v Londýně již 2:0, ale Adebayor a po něm Sigurdsson dokázali pro anglické mužstvo zachránit alespoň remízu 2:2. V odvetném zápase 11. dubna dostal žlutou kartu a v 59. minutě střídal, zápas dospěl do penaltového rozstřelu, v němž byla úspěšnější Basilej v poměru 4:1. Tottenham ze soutěže vypadl.

## Reprezentační kariéra

### Mládežnické reprezentace
Dembélé působil v mládežnických reprezentacích Belgie od kategorie do 16 let.
Zúčastnil se také Letních olympijských her v roce 2008, kde odehrál šest zápasů (olympijské výběry jsou do 23 let). V základní skupině C hrála Belgie postupně s Brazílií (prohra 0:1), Čínou (výhra 2:0, Dembélé vstřelil v 8. minutě první gól) a Novým Zélandem (výhra 1:0). Ve čtvrtfinále si Belgie poradila s Itálií 3:2 a Démbélé skóroval dvakrát (ve 23. a 79. minutě). V semifinále turnaje přišla porážka s Nigérií 1:4 a v souboji o třetí místo opět prohra znovu s Brazílií 0:3.

### A-mužstvo
Za seniorskou reprezentaci si zahrál poprvé v domácím kvalifikačním utkání o EURO 2008 11. října 2006 proti Ázerbájdžánu, přičemž vstřelil jeden ze tří gólů svého týmu. Belgie zvítězila v Bruselu 3:0. 22. srpna 2007 přispěl ve stejné kvalifikaci dvěma góly k domácímu vítězství 3:2 nad Srbskem. 17. října 2007 dal svůj čtvrtý gól kvalifikace opět v domácím střetnutí, tentokrát proti Arménii, kterou belgické mužstvo porazilo v Bruselu rozdílem třídy 3:0.
V reprezentačním zápase 5. září 2009 v kvalifikaci na MS 2010 proti domácímu Španělsku byl u prohry 0:5. Belgie se neprobojovala na závěrečný turnaj, skončila až čtvrtá ve své kvalifikační skupině.
6. února 2013 nastoupil v základní sestavě v Bruggách proti hostujícímu Slovensku, Belgie zvítězila 2:1 gólem Driese Mertense z 90. minuty. Dembélé odehrál kompletní zápas. 22. března 2013 nastoupil v kvalifikačním zápase ve Skopje proti domácí Makedonii, který skončil vítězstvím Belgie 2:0. Absolvoval i domácí kvalifikační utkání na MS 2014 26. března proti stejnému soupeři, Belgie zvítězila 1:0. Dembélé hrál do 56. minuty, pak jej vystřídal Nacer Chadli.
Trenér belgického národního týmu Marc Wilmots jej zařadil na 23člennou soupisku pro Mistrovství světa ve fotbale 2014 v Brazílii. Se šampionátem se Belgie rozloučila čtvrtfinálovou porážkou 0:1 s Argentinou.
Marc Wilmots jej nominoval na EURO 2016 ve Francii, kde byli Belgičané vyřazeni ve čtvrtfinále Walesem po porážce 1:3. Nastoupil v jediném z pěti zápasů svého mužstva na šampionátu (v základní skupině E proti Irsku).

### Reprezentační góly
Góly Moussy Dembélého v belgickém reprezentačním A-mužstvu
| Gól | Datum        | Stadion                                       | Soupeř              | Skóre (min) | Výsledek | Soutěž                   |
| --- | ------------ | --------------------------------------------- | ------------------- | ----------- | -------- | ------------------------ |
| 1   | 11. 10. 2006 | Constant Vanden Stock Stadion, Brusel, Belgie | Ázerbájdžán         | 3:000(82.)  | 3:0      | kvalifikace na EURO 2008 |
| 2   | 22. 8. 2007  | Stadion krále Baudouina, Brusel, Belgie       | Srbsko              | 1:000(10.)  | 3:2      | kvalifikace na EURO 2008 |
| 3   | 22. 8. 2007  | Stadion krále Baudouina, Brusel, Belgie       | Srbsko              | 3:100(88.)  | 3:2      | kvalifikace na EURO 2008 |
| 4   | 17. 10. 2007 | Stadion krále Baudouina, Brusel, Belgie       | Arménie             | 2:000(69.)  | 3:0      | kvalifikace na EURO 2008 |
| 5   | 28. 3. 2009  | Cristal Arena, Genk, Belgie                   | Bosna a Hercegovina | 1:100(66.)  | 2:4      | kvalifikace na MS 2010   |

## Úspěchy

### Klubové
AZ Alkmaar
- 1× vítěz Eredivisie: 2008/09
- 1× vítěz nizozemského Superpoháru: 2009